# Telescopio spaziale

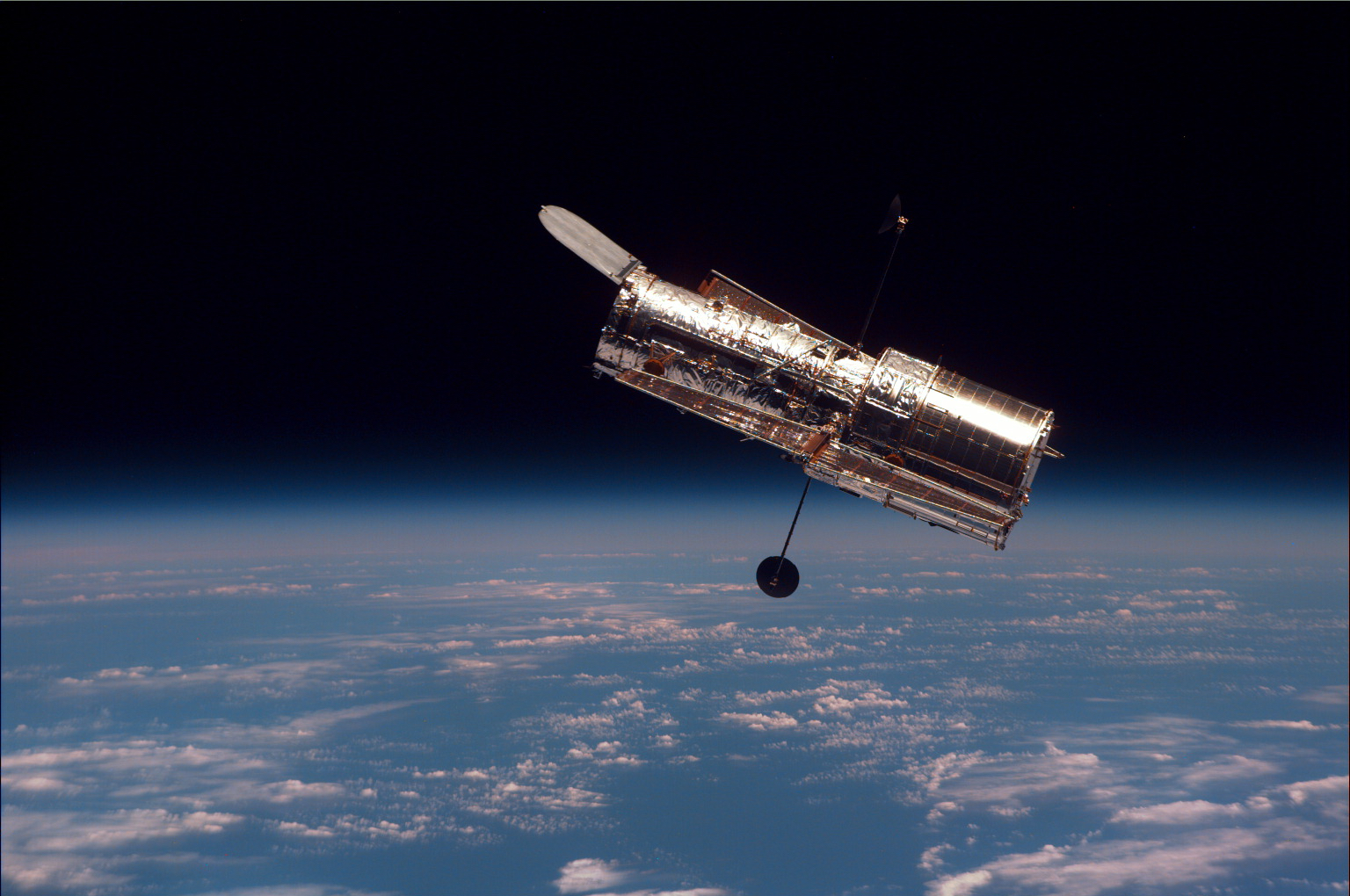
Il Telescopio Spaziale Hubble

Un telescopio spaziale è un satellite oppure una sonda spaziale lanciata con l'espresso scopo di osservare pianeti, stelle, galassie e altri oggetti celesti, esattamente come un telescopio basato a terra. Sono stati lanciati numerosi telescopi spaziali, che hanno contribuito enormemente alla nostra conoscenza del cosmo.

## Concettualità

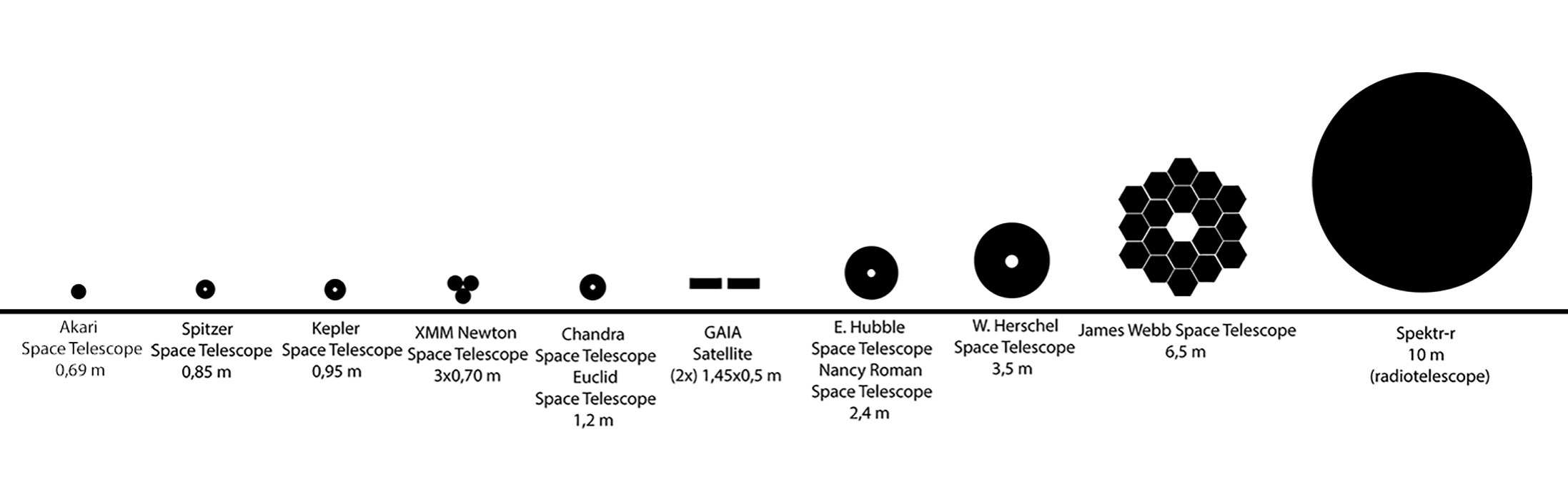
Confronto tra diversi telescopi spaziali per diametro

Il motivo che spinge all'osservazione dallo spazio è che essa non soffre di numerosi problemi che ha invece l'osservazione dalla superficie della Terra, in ordine crescente di importanza:
- un telescopio nello spazio non soffre dell'inquinamento luminoso causato da paesi e città vicine,
- l'atmosfera terrestre introduce una considerevole distorsione nelle immagini (propriamente chiamata aberrazione ottica). La capacità risolutiva dei grandi telescopi terrestri è perciò notevolmente ridotta. Un osservatorio nello spazio non deve guardare attraverso chilometri di atmosfera, ed ha sempre prestazioni vicine al suo massimo teorico. Questo problema è parzialmente risolto anche a terra da tecniche di ottica adattiva, che però sono complesse e non risolvono del tutto il problema.
- l'atmosfera inoltre assorbe una grande porzione dello spettro elettromagnetico, impedendo alla radiazione di molti oggetti celesti di raggiungerci. Molte osservazioni sono quindi semplicemente impossibili da terra, e occorre spostarsi fuori dall'atmosfera per poterle condurre.

L'ultimo problema è quello che ha causato il lancio di quasi tutti i telescopi spaziali, e in parte anche del telescopio spaziale Hubble (Hubble Space Telescope o HST), che cercava principalmente di aggirare il problema della distorsione atmosferica. I telescopi terrestri possono osservare solo le lunghezze d'onda ottiche (la cosiddetta finestra ottica) e radio, più alcune porzioni molto limitate della banda infrarossa. Tutto il resto (raggi ultravioletti, raggi X, raggi gamma e la maggior parte dell'infrarosso) deve essere osservato dallo spazio.
I telescopi spaziali soffrono però di alcuni svantaggi rispetto ai loro cugini terrestri:
- altissimo costo, soprattutto per il lancio: l'affitto di un razzo medio può costare 200 milioni di euro, e lo Shuttle costava più del doppio.
- impossibilità di manutenzione (tranne che per l'HST): se il telescopio si guasta non può essere sostituito.
- breve vita operativa: molti telescopi devono essere raffreddati, e quando il liquido di raffreddamento finisce, il serbatoio non può essere riempito di nuovo. Inoltre, anche i telescopi che non necessitano di manutenzione periodica finiscono per soccombere alle dure condizioni dell'ambiente spaziale (caldo e freddo intensissimi, radiazioni dure che rovinano l'elettronica, etc). Un'altra causa molto comune è l'esaurirsi dei fondi disponibili per la missione, che servono a pagare il personale di terra e le costosissime antenne del Deep Space Network che mantengono l'effettivo contatto col satellite.

Le missioni spaziali osservative possono essere divise in due grandi classi: quelle che cercano di mappare l'intero cielo (survey) e quelle osservano solo piccole porzioni selezionate, ma a risoluzione molto maggiore.
Molti osservatori hanno già completato la loro missione, la maggior parte con successo, e sono stati spenti oppure fatti ricadere nell'atmosfera. Molti altri sono attivi, e di altri ancora è previsto il lancio in futuro. Le quattro agenzie spaziali attive in questo campo sono la NASA, l'ESA e quelle del Giappone e del Canada.

### Telescopi spaziali per specifiche osservazioni
- IRAS fu il primo telescopio infrarosso a compiere una survey dell'intero cielo, e scoprì i dischi di polvere attorno a molte stelle vicine come Fomalhaut, Vega e Beta Pictoris. Cessò di funzionare nel 1982 e qualche anno dopo rientrò nell'atmosfera distruggendosi.
- ISO (Infrared Space Observatory) fu una missione dell'ESA (European Space Agency) anch'essa infrarossa, ma essendo già stato svolto il lavoro di survey, funzionò come un telescopio convenzionale.
- IUE (International Ultraviolet Explorer) fu una missione congiunta ESA/NASA/UK lanciata nel 1978 per esplorare il cielo ultravioletto, cosa mai fatta prima di allora. Aveva una vita prevista di soli 3 anni, ma funzionò invece fino al 1996. Il vasto archivio di osservazioni IUE continua ancora a produrre articoli scientifici.
- SOHO (Solar and Heliospheric Observatory) è un osservatorio solare dell'ESA, in funzione e con l'obiettivo di studiare a fondo il Sole. SOHO ha rivoluzionato le conoscenze sulla nostra stella.
- Uhuru, fu il primo osservatorio spaziale per raggi X, lanciato nel 1970. Completò una survey di tutto il cielo.
- Gli HEAO (High Energy Astronomy Observatories) 1 e 2, furono due osservatori spaziali a raggi X che seguirono Uhuru nel 1978.
- Hipparcos fu un importante satellite dell'ESA per misure astrometriche. Nonostante numerosi problemi di funzionamento, è servito per ricalibrare la scala delle variabili Cefeidi ed ha fornito una gran mole di dati estremamente precisi.
- MOST è stato lanciato nel 2003 per l'Agenzia spaziale canadese, ed è il telescopio spaziale più piccolo del mondo, più o meno come una grossa valigia. La sua vita operativa prevista è di cinque anni.